# سازمان ملی‌گرایان اوکراین
سازمان ملی‌گرایان اوکراین (به اوکراینی: Організація Українських Націоналістів)، به صورت کوته‌نوشت ОУН، سازمانی سیاسی راست افراطی و رادیکال از ملی‌گرایان افراطی در اوکراین بود که در سال ۱۹۲۹ در وین تأسیس شد. این سازمان ابتدا در گالیسیای شرقی (آن زمان بخشی از لهستان میان دو جنگ) فعالیت می‌کرد. سازمان از ایجاد اتحاد میان سازمان نظامی اوکراین، گروه‌های راست رادیکال، و ملی‌گرایان و نخبگان راست اوکراینی به نمایندگی دمیترو دونتسوف، یوهن کونووالتس، میکولا سیبورسکی و دیگر افراد شکل گرفت.
ایدئولوژی ОУН همانند فاشیسم ایتالیایی توصیف شده‌است. ОУН تلاش داشت به احزاب سیاسی قانونی، دانشگاه‌ها و سایر ساختارها و موسسات سیاسی نفوذ کند. استراتژی‌های ОУН برای دستیابی به استقلال اوکراین شامل خشونت و ترور علیه دشمنان فرضی خارجی و داخلی ایشان، به ویژه لهستان، چکسلواکی و اتحاد جماهیر شوروی می‌شدند.
در سال ۱۹۴۰، ОУН به دو شاخه تقسیم شد. اعضای مسن‌تر و معتدل‌تر آن از آندری ملنیک و شاخهٔ M، موسوم به ОУН-M، پشتیانی می‌کردند، در حالی که اعضای جوانتر و رادیکال تر از استپان باندرا و شاخهٔ B، موسوم به ОУН-B. پس از آغاز حمله نیروهای محور به اتحاد جماهیر شوروی در ۲۲ ژوئن ۱۹۴۱ (عملیات بارباروسا)، شاخه ОУН-B از زبان یاروسلاو استتسکو در ۳۰ ژوئن ۱۹۴۱، در حالی در لووف اشغالی اعلام تشکیل کشور مستقل اوکراین کرد که آن منطقه تحت کنترل آلمان نازی بود، و آن‌ها وعده وفاداری به آدولف هیتلر را دادند. در پاسخ، مقام‌های نازی رهبری ОУН را سرکوب کردند. در اکتبر ۱۹۴۲، شاخه ОУН-B ارتش شورشی اوکراین را تأسیس کرد. برای جلوگیری از تلاش‌های آینده لهستان در اعمال مجدد مرزهای پیش از جنگ با اوکراین، در سال‌های ۱۹۴۳–۱۹۴۴ برخی از واحدهای نظامی ارتش شورشی اوکراین اقدام به پاکسازی قومی گسترده‌ای علیه مردم لهستان کردند. تاریخ‌دانان تخمین می‌زنند که ۱۰۰٬۰۰۰ غیرنظامی لهستانی در ولنیا و گالیسیای شرقی قتل‌عام شده باشند.
در طول و پس از جنگ سرد سازمان‌های اطلاعاتی غربی، از جمله CIA، به شکل پنهانی از ОУН پشتیبانی می‌کردند.
تعدادی از سازمان‌های سیاسی راست افراطی معاصر اوکراین ادعا می‌کنند که میراث‌دار سنت‌های سیاسی ОУН هستند؛ از جمله سووبودا، مجلس ملی اوکراین و کنگره ملی‌گرایان اوکراین. نقش ОУН هنوز مورد مناقشه تاریخ‌نویسان است، چرا که این میراث‌داران بعدها تلاش کردند با ابداع ابیاتی سیاسی نوین میراث سیاسی فاشیستی سازمان ОУН و همدستی آن با آلمان نازی را انکار کنند.
از سوی دیگر بعضی پژوهشگران بر این باورند که مخالفان سیاسی به بزرگنمایی جنبه‌های افراطی راست‌گرایانهٔ میراث‌داران ОУН به منظورهای سیاسی پرداخته‌اند.